# Samuel Älf
Samuel Eric Älf, född den 14 juli 1727 i Kvillinge socken, Östergötlands län, död den 19 juni 1799 i Linköping, var en svensk präst och vitterhetsidkare.

## Biografi
Samuel Älf var son till kyrkoherden Eric Älf och Elisabet Rydelia. Älf studerade i Norrköping och Linköping och blev vårterminen 1745 student vid Uppsala universitet.
Han avlade filosofie magister 15 juni 1752 och docent i latin 1753 samt utvecklade mycket nit som akademisk undervisare i sitt ämne. Han erhöll latinska lektoratet i Linköping 1759 och professors titel 1762, prästvigdes 1766, fick 1771 Slaka prebendepastorat, utnämndes till teologie doktor vid kröningen 1772 samt blev andre teologie lektor 1773 och domprost i Linköping 1781. 
Varmt hängiven romarnas språk och skaldekonst, arbetade Älf som lärare mycket för latinska vitterhetens utbredande bland den svenska studerande ungdomen. Även den svenska vitterheten hade i honom en vän, och det förtjänar ihågkommas, att han var en bland stiftarna av det vittra sällskap, som slöt sig kring Hedvig Charlotta Nordenflycht. Hans tryckta latinska skaldestycken uppgår till mer än hundra, däribland en översättning på latinsk vers av Gustaf Fredrik Gyllenborgs "Tåget över Bält" och av samme skalds "Ode över ett gott hjärta", ävensom Olof von Dalins "Svenska friheten", till vilken översättning manuskriptet emellertid gått förlorat. 
År 1793 invaldes han i Vitterhetsakademien. Älf, som dessutom var ledamot av Apollini sacra, Utile dulci med flera samfund, har även efterlämnat en mängd poem på svensk vers, av vilka dock endast ett fåtal blivit tryckta. Han instiftade ett stipendium för studenter tillhörande Östgöta nation i Uppsala, och skänkte 106 volymer manuskript, varav 58 innehåller i Sverige skriven latinsk poesi, till Linköpings stiftsbibliotek.
Samuel Älf figurerar i ungdomsboken "Kabinettets hemlighet" (2008) av Martin Widmark.

### Familj
Älf gifte sig 31 december 1762 författarinnan Anna Dorotea Filenia (1745–1797), dotter till biskopen Petrus Filenius i Linköpings stift och Ulrika Benzelstierna. De fick tillsammans barnen Anna Elisabeth Älf som var gift med komministern J. Wagern i Västra Husby församling och extra ordinarie prästmannen A. Vanell, vitterlekaren Eric Peter Älf, Ulrica Wilhelmina Älf (1766–1784), Maria Sophia Älf som var gift med lektorn Ragvald Nicolai i Linköping och lantmätaren Jacob Nystrand, löjtnanten Adolf Fredrik Älf (1769–1797), Brita Kajsa Älf (1771–1772) och Brita Dorothea Älf (1782–1785).